# О мышах и людях
«О мышах и людях» (англ. Of Mice and Men, дословно «Мышиное и людское») — повесть Джона Стейнбека, опубликованная в 1937 году, рассказывающая трагическую историю двух сезонных рабочих во время Великой депрессии в Калифорнии и касающаяся таких понятий, как мечта, вина и сочувствие. Книга основана на личном опыте Стейнбека, работавшего в сельском хозяйстве в 1920-е годы. Название взято из стихотворения Роберта Бёрнса «К полевой мыши, разорённой моим плугом» (англ. To A Mouse, on Turning Her Up in Her Nest, with the Plough):

Лучшие планы мышей и людей
Часто идут вкривь и вкось
Оригинальный текст (англ.)
The best laid schemes o' mice an' men
Gang aft agley
— Роберт Бернс (1785)
Повесть нередко оказывалась в центре общественной полемики: критики упрекали автора в вульгарности языка, а также указывали на расистские мотивы. Кроме того, Стейнбеку приписывали «пропаганду эвтаназии». В результате, книгу периодически запрещали в некоторых школах США.

## Сюжет
Двое бродячих сезонников, Джордж и Ленни, скитаются по Калифорнии во время Великой депрессии в поисках работы. Джордж — умный и осторожный человек, его друг Ленни — умственно отсталый, но богатырски сильный парень (также он любит всё мягкое и пушистое, особенно кроликов).
Вместе они приходят на ферму близ Соледада с целью подзаработать на сезонных полевых работах. Ленни мечтает о кроликах и других домашних животных, а Джордж поддерживает эту мечту, рассказывая ему об их плане купить небольшой участок и жить в своё удовольствие. На ферме к ним без повода придирается Кёрли («Кудряш»), сын владельца фермы. Позже он начинает избивать Ленни, который боится, как ребёнок, но Джордж кричит ему, чтобы он дал сдачи. Ленни просто хватает Кёрли за кисть, отчего кости в ней дробятся.
В один день, когда все работники участвуют в соревновании по метанию подковы, Ленни играет со щенком в хлеву и случайно убивает его. Вдруг заходит жена Кёрли и начинает разговор, из которого становится ясно, что она несчастлива. В ходе разговора Ленни так же ненарочно убивает женщину, не соразмерив свою силу, и убегает.
Узнав об убийстве, Кёрли и работники фермы пускаются в погоню, чтобы линчевать Ленни. Джордж опережает их и, найдя своего спутника, убивает его выстрелом в затылок, чтобы спасти его от мученической смерти, которая ожидала бы его в руках Кёрли.
Ленни, в представлении Стейнбека, — символизирует народ, не осознающий своей силы. И повесть можно рассматривать как притчу об огромной его энергии, лежащей под спудом, которая, слепо прорываясь наружу, почти всегда несёт разрушение.

## Действующие лица
- Джордж Милтон (George Milton) — бродячий работяга, друг Ленни. Всегда помогает ему и старается выручить и защитить его.
- Ленни Смолл (также Ленни Хили, Lennie Small) — умственно отсталый, но физически очень сильный работяга, друг Джорджа. Мечтает о собственной ферме и о домашних животных.
- Кенди (также Огрызок, Candy) — старый однорукий работяга.
- Кёрли (также Кудряш, Curley) — сын владельца фермы, боксёр.
- Жена Кёрли — одинокая женщина, променявшая собственные мечты на жизнь с Кёрли.
- Слим (также Рослый, Slim) — всеми уважаемый, сильный работник.
- Крукс (также Горбун, Crooks) — горбатый чернокожий конюх.
- Уит (Whit) — работник на ферме.
- Карлсон (Carlson) — работник на ферме.

## Экранизации
Повесть была экранизирована Льюисом Майлстоуном в 1939 году (в роли Джорджа — Бёрджесс Мередит, в роли Ленни — Лон Чейни-младший), а также Гэри Синизом в 1992 году.
В 2014-м году увидела свет экранизация театральной постановки режиссёра Анны Д. Шапиро. Главные роли сыграли Джеймс Франко и Крис О’Дауд.

## Упоминания в популярной культуре
«О мышах и людях» вошла в западную культуру - её любят и цитируют герои многих телесериалов. Её название получила песня Of Mice and Men американской группы Megadeth, а ещё металкор-группа Of Mice & Men. Также сюжет повести обыгрывается в 7-й серии 15-го сезона сериала Гриффины. «О мышах и людях» упоминается в сериале «Остаться в живых». Данная повесть является любимой книгой Сойера. "О мышах и людях" упоминается во 2-й серии 2-го сезона сериала "Дунканвилль". По этой повести ставят школьный спектакль в фантастическом романе Стивена Кинга «11/22/63».
В России повесть тоже получила признание: «О мышах и людях» является одной из любимейших книг российского режиссера Алексея Балабанова, что подтверждает его друг Евгений Горенбург.